# Préfontaine (métro de Montréal)
Pour les articles homonymes, voir Préfontaine.
Préfontaine est une station sur la ligne verte du métro de Montréal située dans l'arrondissement Mercier–Hochelaga-Maisonneuve. Elle fut inaugurée le 6 juin 1976, lors du prolongement de la ligne verte jusqu'à Honoré-Beaugrand.

## Origine du nom
La station porte le nom de la rue Préfontaine et du parc Raymond-Préfontaine. Raymond Préfontaine (1850–1905) fut maire de l'ancienne ville de Hochelaga, et plus tard maire de Montréal (1898–1902).

## Accessibilité
En septembre 2019, la STM a débuté les travaux d'accessibilité afin de construire trois nouveaux ascenseurs. Un nouvel édicule a été construit, et une extension de la mezzanine, au-dessus des quais, ainsi que la construction et l'aménagement de nouveaux locaux techniques ont été réalisés. Les ascenseurs sont mis en service le 8 novembre 2021, ce qui fait la station la 18e station universellement accessible du réseau du métro.

## Lignes d'autobus
|    | Service de Jour |
| 25 | Angus           |
| 29 | Rachel          |
| 85 | Hochelaga       |

|     | Service de Nuit      |
| 362 | Hochelaga/Notre-Dame |

## Édicules
- Édicule A: 3100, rue Hochelaga. Cet édicule comporte trois sorties. Une vers la Rue Hochelaga, une vers la Rue Moreau et la dernière est dans un bâtiment secondaire comportant seulement un ascenseur en passant par le parc Raymond-Préfontaine.
- Édicule B: 3105, rue Hochelaga Cet édicule comporte deux sorties. Une vers la Rue Hochelaga et l'autre vers la Rue Moreau.

## Principales intersections à proximité
- rue Hochelaga / rue Moreau

## Centres d'intérêt à proximité
- Centre hospitalier J.-Henri-Charbonneau
- Centre commercial Maisonneuve
- Parc et aréna Raymond-Préfontaine
- Technopole Angus
- Institut Teccart
- Société canadienne de la Croix-Rouge
- Collège Ville-Marie
- École Secondaire Alternative LeVitrail

## Galerie

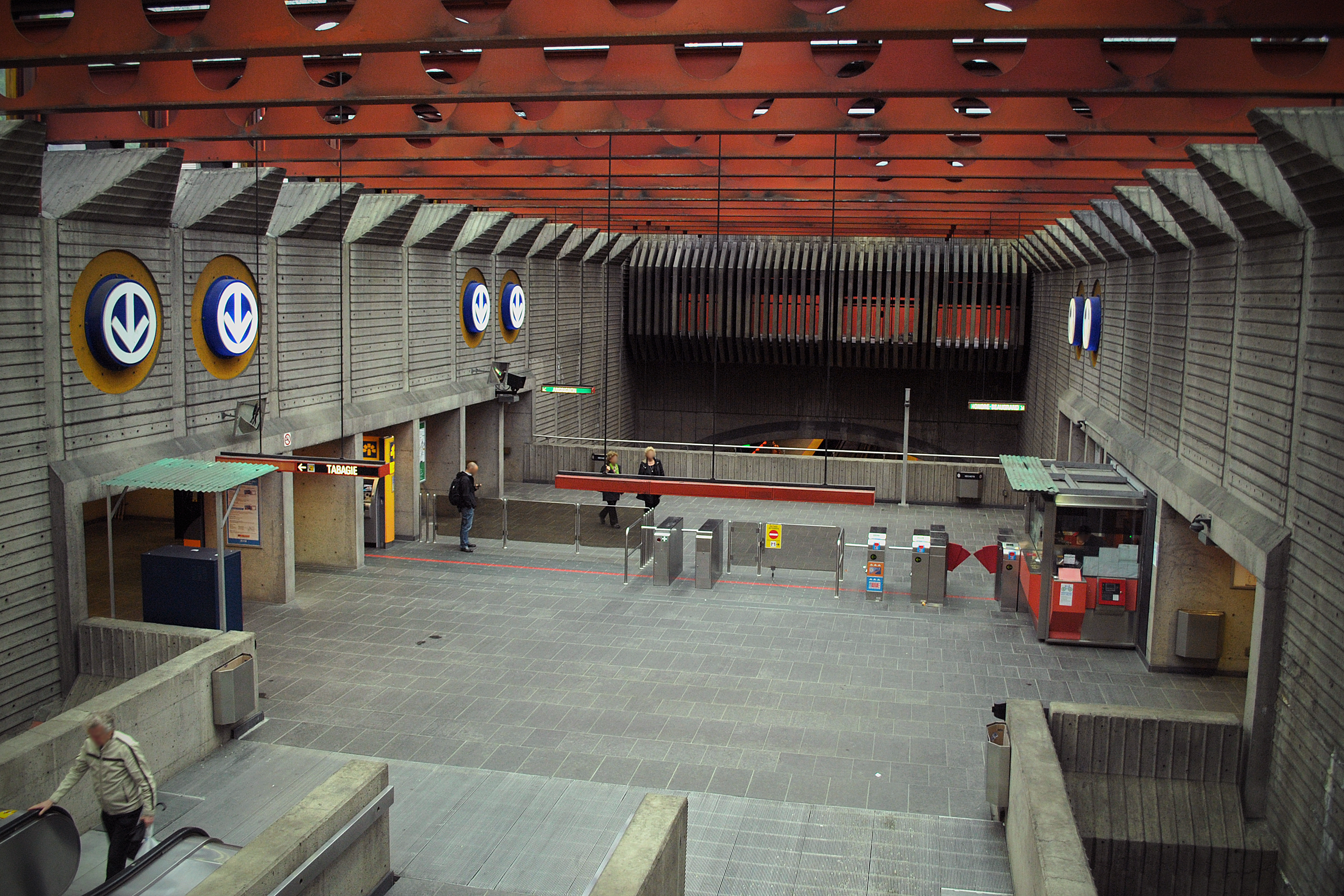
Intérieur de la station
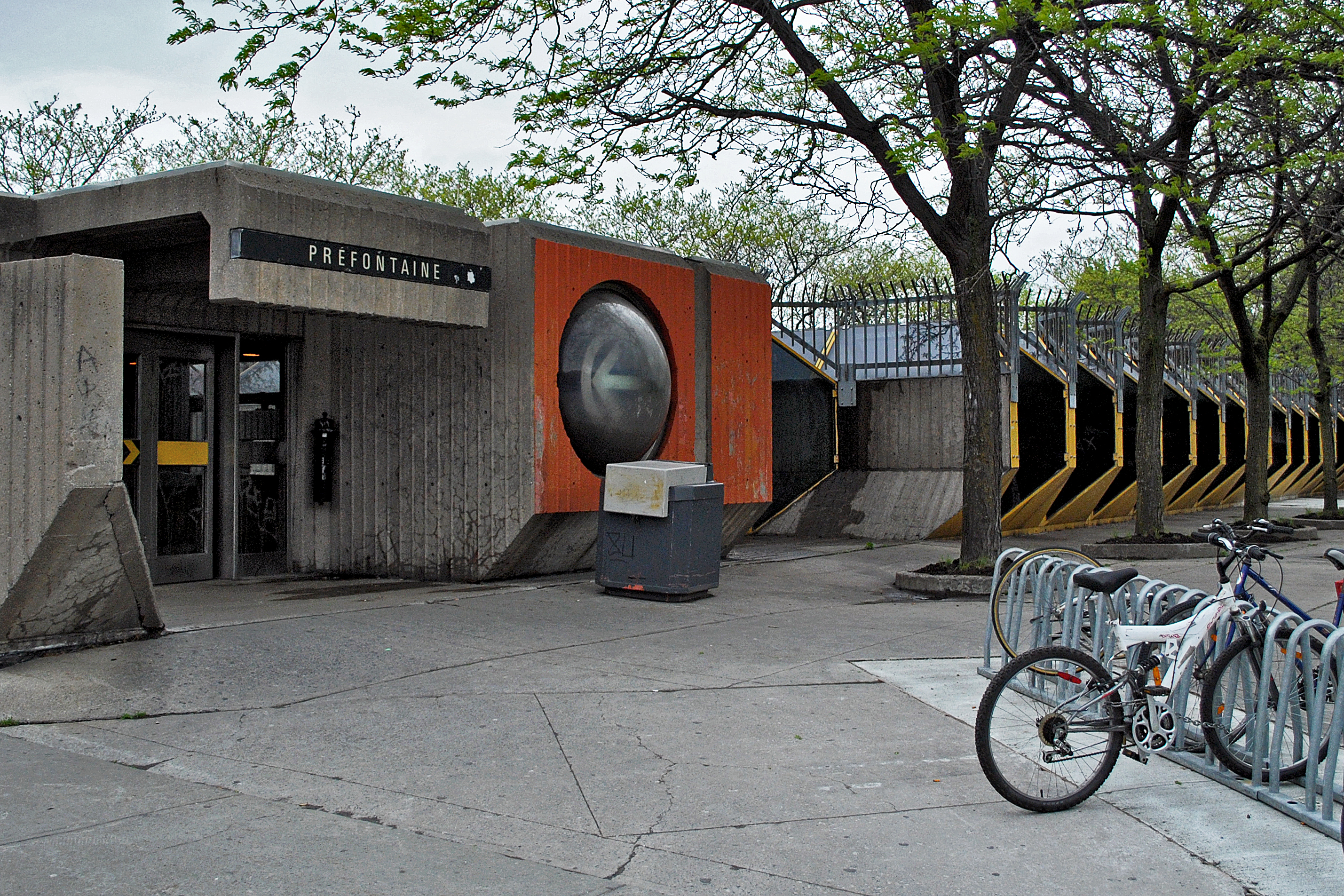
Édicule de la station
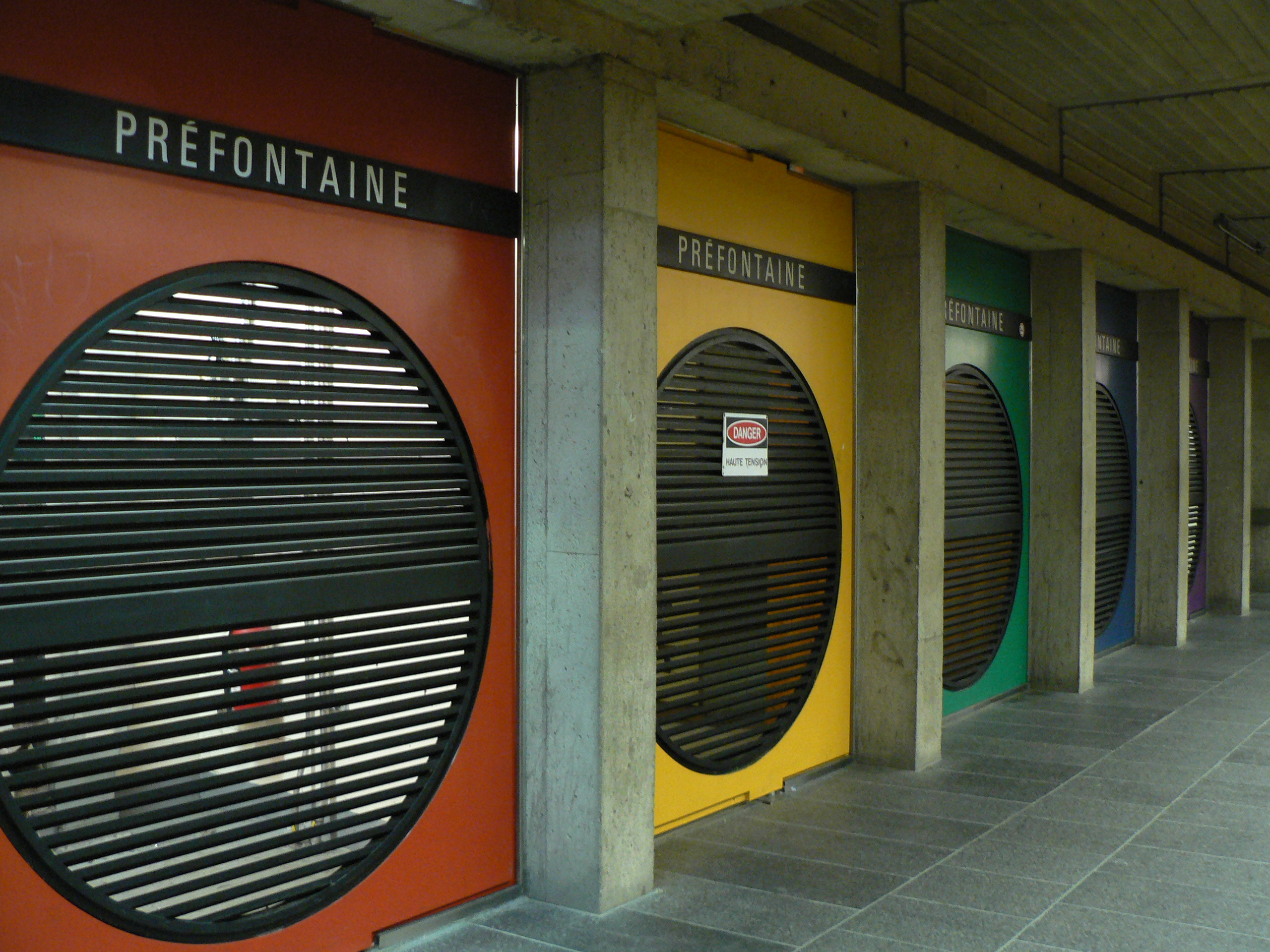
Mur de la station
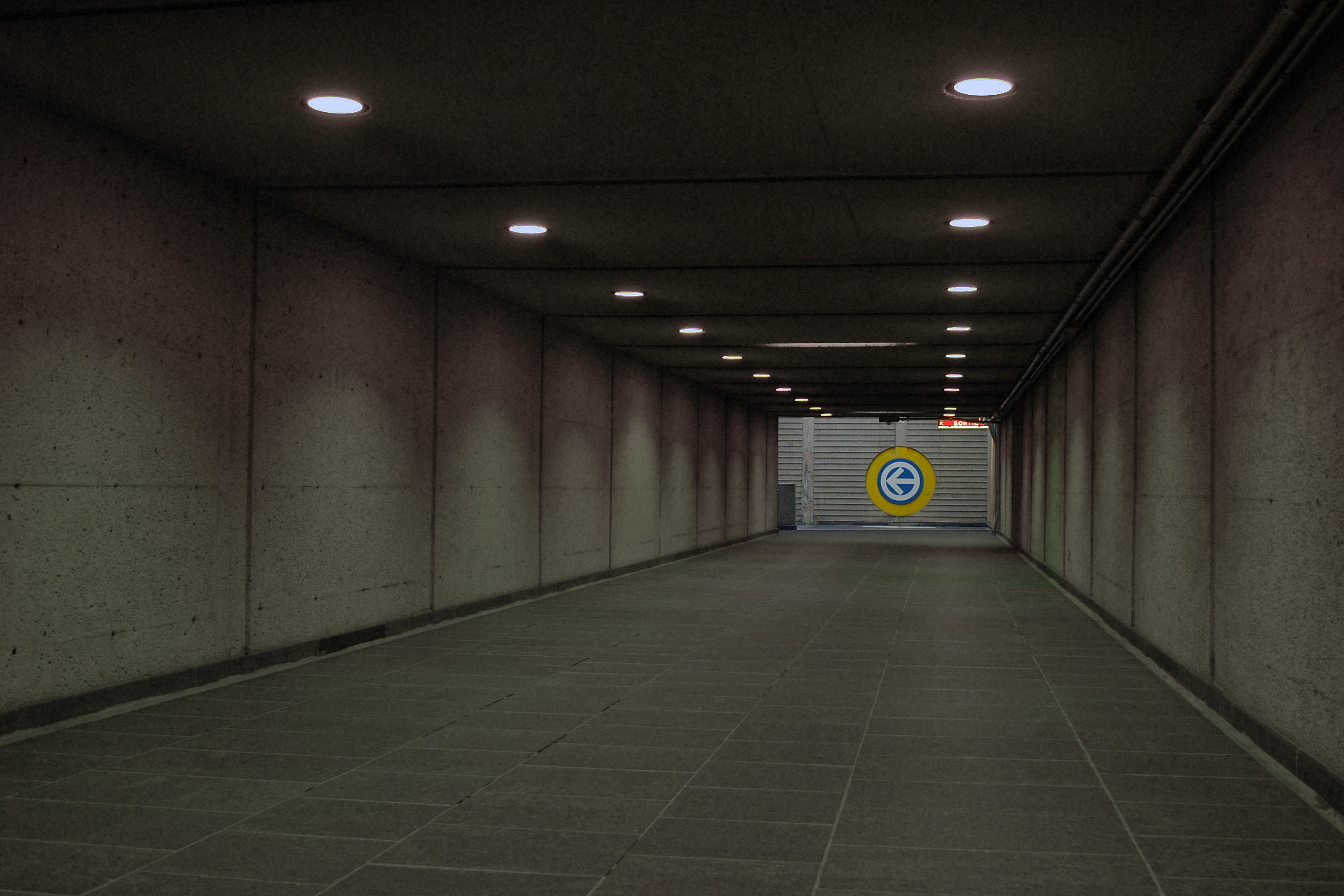
Couloir de la station